# Куручай
Куручай (азерб. Quruçay) — річка в Азербайджані. Річка бере початок біля підніжжя гори Малий Кірс (2346 м) у Шушинському районі, пролягає через Ходжавендський район, і втікає в Аракс. Останнім часом рівень води в річці значно впав. Вищий рівень цієї річки за майже 20-річний період впав на 7,5 см, а найнижчий — на 7 см. На даному етапі, падіння рівня ще більше, особливо беручи до уваги дані щодо збільшення температури повітря.. Витрати води на водомірному посту становлять 1,68 м³.
На річці розташований середньовічний міст «Алеворі».
Завдяки спільному проекту Уряду НКР та Всевірменського фонду «Вірменія», закінчилося будівництво водної лінії з річки Куручай до сел Мец Тахлар, Драхтік та Азох. На річці передбачається будівництво міні-ГЕС.